# Ståle Solbakken
Ståle Solbakken (Kongsvinger, 1968. február 27. –) norvég válogatott labdarúgó, edző.
A norvég válogatott tagjaként részt vett az 1998-as világ és a 2000-es Európa-bajnokságon.
Jelenleg a norvég válogatott  szövetségi kapitánya.

## Sikerei, díjai

### Játékosként
AaB
- Dán bajnok (1): 1998–99

FC København
- Dán bajnok (1): 2000–01

### Edzőként
FC København
- Dán bajnok (5): 2005–06, 2006–07, 2008–09, 2009–10, 2010–11,
- Dán kupagyőztes (1): 2008–09
- Royal League győztes (1): 2005–06

Egyéni
- A Dán bajnokság edzője (2): 2007, 2011

## Edzői statisztika
2022. március 29-én lett frissítve.
| Csapat                  | Nemzet   | –tól                | –ig                | Mérleg     | Mérleg | Mérleg | Mérleg | Mérleg |
| M                       | GY       | D                   | V                  | Győzelem % |        |        |        |        |
| ----------------------- | -------- | ------------------- | ------------------ | ---------- | ------ | ------ | ------ | ------ |
| HamKam                  | norvég   | 2002. november 26.  | 2005. december 31. | 82         | 37     | 21     | 24     | 45.12  |
| København               | dán      | 2006. január 1.     | 2011. május 15.    | 252        | 153    | 47     | 52     | 60.71  |
| Köln                    | GER      | 2011. május 15.     | 2012. április 12.  | 32         | 9      | 5      | 18     | 28.13  |
| Wolverhampton Wanderers | ENG      | 2012. július 1.     | 2013. január 5.    | 30         | 10     | 5      | 15     | 33.33  |
| København               | dán      | 2013. augusztus 21. | 2020. október 10.  | 357        | 203    | 77     | 77     | 56.86  |
| Norvégia                | Norvég   | 2020. december 7.   | jelenlegi          | 14         | 8      | 3      | 3      | 57.14  |
| összesen                | összesen | összesen            | összesen           | 767        | 420    | 158    | 189    | 54.76  |